# Charlotte Bøving
Charlotte Bøving (geboren am 15. August 1964 in Aarhus) ist eine dänische Schauspielerin und Theaterregisseurin.

## Berufliches Wirken
Sie schloss 1992 eine Ausbildung an der Schauspielschule des Aarhus Theaters ab und blieb bis 1996 dort unter Vertrag. Anschließend zog sie nach Kopenhagen und begann freiberuflich zu arbeiten. 1995 erhielt sie den Henkelpreis und wurde als Schauspielerin des Jahres ausgezeichnet.
Charlotte Bøving wohnt in Reykjavík, der Hauptstadt von Island, wo sie unter anderem in den Filmen Hross i os  (2013) und Sture Böcke (Original: Hrútar; 2015) mitwirkte. Weiters spielte Charlotte Bøving unter der Regie von Baltasar Kormákur die Bergsteigerin Lene Gammelgaard in dem internationalen Filmdrama Everest (2015).

## Filmografie (Auswahl)

### Filme
- 1999: Den eneste ene
- 2013: Om heste og mænd
- 2015: Sture Böcke
- 2015: Everest

### Fernsehserie
- 2001: Mit liv som Bent